# Об'єктивізм (Айн Ренд)
Об'єктивізм — філософія, описана американською філософинею та письменницею єврейського походження Айн Ренд (1905–1982). Об'єктивізм стверджує: 1. реальність існує незалежно від свідомості; 2. люди мають прямий контакт з реальністю через відчуття; 3. кожен може отримати об'єктивне знання через відчуття за допомогою процесу формування концепцій та індуктивної та дедуктивної логіки; 4. правильною моральною метою життя є переслідування власного щастя; 5. соціальні системи узгоджені з цією мораллю і поважають права індивіда, втілені в laissez-faire капіталізмі; 6. роль мистецтва в житті людей — трансформувати найширші метафізичні ідеї людини, вибірково відтворюючи реальність у фізичній формі — творі мистецтва, який може бути осмислений індивідом, і на який він може емоційно відреагувати.
Айн Ренд описувала об'єктивізм як «філософію для життя на Землі», приземлену в реальності і націлену на означення природи людини та природи світу в якому вона живе.

Моя філософія, по суті, це ідея людини як героїчної істоти, з власним щастям як моральною метою життя, з продуктивними досягненнями як її найблагороднішою діяльністю, і розумом як єдиним абсолютом.
Айн Ренд, Атлант розправив плечі
Оригінальний текст (англ.)
My philosophy, in essence, is the concept of man as a heroic being, with his own happiness as the moral purpose of his life, with productive achievement as his noblest activity, and reason as his only absolute.

Назва «об'єктивізм» взята від ідеї про те, що людські знання та цінності об'єктивні: вони не створені чиїмись думками, а визначаються природою реальності, яка відкривається розумом. Ренд стверджувала що вибрала таку назву тому, що її перший варіант назви для філософії, що базується на первинності існування — «екзистенціалізм» — вже було зайнято.
Ренд спершу виразила свої філософські ідеї в романах Джерело, Атлант розправив плечі та інших роботах. Пізніше вона працювала над ними в періодичних виданнях The Objectivist Newsletter, The Objectivist, та The Ayn Rand Letter, і в нехудожніх творах таких як Introduction to Objectivist Epistemology та The Virtue of Selfishness.
Академічні філософи переважно ігнорують або відкидають філософію Ренд. Проте об'єктивізм має значний вплив серед лібертаріанців і американських консерваторів. Об'єктивістський рух, заснований Ренд, намагається поширити свої ідеї серед громадськості і в академічних колах.

## Філософія

### Метафізика: об'єктивна реальність
Філософія Ренд починається з трьох аксіом: існування, тотожність та свідомість.